# Sulz im Weinviertel
Sulz im Weinviertel – gmina targowa w Austrii, w kraju związkowym Dolna Austria, w powiecie Gänserndorf. Według Austriackiego Urzędu Statystycznego liczyła 1 186 mieszkańców (1 stycznia 2014).